# جيرار كولومب
جيرار كولمب (بالفرنسية: Gérard Collomb) من مواليد 20 حزيران 1947 في شالون سور ساون (سون ولوار) هو سياسي فرنسي. كان عضوًا في الحزب الاشتراكي ومجلس الشيوخ. شغل منصب وزير التربية بين سنتيّ 1993 و1997. شارك في الانتخابات الرئاسية لسنة 2002 وتحصل على 6.84% من الأصوات. رشح نفسه |للانتخابات الرئاسية لسنة 2007 ويرتكز برنامجه على التقارب مع الحزب الاشتراكي. بعد الانتخابات الرئاسية الفرنسية 2017 في 17 أيار 2017 عُين وزيراً للداخلية في حكومة إدوار فيليب خلال عهد الرئيس إيمانويل ماكرون.